# Habronyx ariasae
Habronyx ariasae är en stekelart som beskrevs av Ian D. Gauld och Bradshaw 1997. Habronyx ariasae ingår i släktet Habronyx och familjen brokparasitsteklar. Inga underarter finns listade i Catalogue of Life.